# شهرستان کاشمر
شهرستان کاشمر با نام تاریخی ولایت پُشْت و تُرشیز یکی از شهرستان‌های استان خراسان رضوی ایران به مرکزیت شهر کاشمر است که در جنوب‌غربی این استان قرار گرفته است و در سرشماری سال ۱۳۹۵، این شهرستان تعداد ۱۶۸٬۶۶۴ نفر جمعیت داشته است. از فراورده‌های مهم این شهرستان می‌توان به زعفران، انگور، کشمش، عرق کشمش، عرقیجات، پنبه، سوهان ورقه‌ای و فرش دستباف اشاره نمود. شهرستان کاشمر در تاریخ ۲۷ دی ۱۳۲۲ از شهرستان تربت حیدریه جدا و مستقل شده است. این به‌گونه‌ای است که شهرستان تربت حیدریه در سال ۱۳۱۶ در دومین قانون تقسیمات کشوری ایران ایجاد گردید. شهرستان‌های بردسکن، خلیل‌آباد و کوهسرخ به ترتیب در سال‌های ۱۳۷۴، ۱۳۸۲ و ۱۳۹۸ از شهرستان کاشمر جدا و مستقل شدند. شمال این شهرستان واقع در رشته‌کوه کوهسرخ قرار گرفته و همچنین جنوب آن کویر گندم‌بر قرار گرفته است.

## تقسیمات کشوری
شهرستان کاشمر از ۲ بخش به نام‌های بخش مرکزی و بخش فرح‌دشت تشکیل است.
| شهرستان | بخش‌ها   | دهستان‌ها    | شهرها    | نقشه                                     |
| ------- | ------- | ----------- | -------- | ---------------------------------------- |
| کاشمر   | مرکزی   | پایین ولایت | کاشمر    | پایین ولایت بالا ولایت رزق‌آباد قلعه بالا |
| کاشمر   | مرکزی   | بالا ولایت  | کاشمر    | پایین ولایت بالا ولایت رزق‌آباد قلعه بالا |
| کاشمر   | فرح دشت | قلعه بالا   | فرگ قلعه | پایین ولایت بالا ولایت رزق‌آباد قلعه بالا |
| کاشمر   | فرح دشت | رزق‌آباد     | فرگ قلعه | پایین ولایت بالا ولایت رزق‌آباد قلعه بالا |

## موقعیت و ره‌آورد
کاشمر که یکی از شهرستان‌های خراسان رضوی است، از شمال به شهرستان کوهسرخ و شهرستان میان جلگه و شهرستان نیشابور، از شمال‌شرقی به شهرستان تربت حیدریه، از شرق تا جنوب به شهرستان مه‌ولات و از غرب به شهرستان خلیل‌آباد و بردسکن راه دارد. ارتفاع آن از سطح دریا ۱۰۶۳ متر است. این شهرستان در ۳۵ درجه و ۱۱ دقیقه عرض شمالی و ۵۸ درجه و ۷۲ دقیقه طول شرقی قرار گرفته است.
آب و هوای کاشمر به علت پستی و بلندی زمین و عوامل دیگر گوناگون است. در شمال شرقی این شهرستان هوا سرد و مرطوب و زمستان‌های آن بلند است. شمال این منطقه آب و هوای معتدل دارد و قسمت‌های جنوبی به علت همسایگی با کویر دارای آب و هوای بسیار گرم و آبی شور است. ارتفاعات شمالی این شهرستان از خواف آغاز شده و از شمال تربت حیدریه می‌گذرد و تا بردسکن ادامه دارد و دارای کوه‌های مربوط به دوره چهارم زمین‌شناسی و دارای قله مخروطی آتشفشانی در شمال شهرستان است. کوه‌های این منطقه پوشیده از درخت بادام می‌باشند و در دامنه‌ها دارای چشمه‌های آب گرم معدنی هستند. رشته کوه‌های جنوبی این منطقه بسیار کم‌آب و دارای تپه‌های گچی‌اند. در قسمت جنوبی این شهرستان کویر نمک قرار دارد که در زمستان و در هنگام بارندگی عبور از آن دشوار است. رودهای این شهرستان فصلی‌اند و بیشتر در بهار از دره‌های کوهستانی شمال جاری می‌شوند.
کاشمر منطقه‌ای کشاورزی است و دارای فراورده‌هایی چون غلات، حبوبات، پنبه، زیره و تنباکو بوده و مهم‌ترین فراورده آن انگور و زعفران است. در کوهستان‌های این منطقه فراورده‌های دامی مانند پشم و پوست و لبنیات تولید می‌شود. صنایع دستی محلی کاشمر قالی، قالیچه، زیلو، گیوه و چادرشب ابریشمی است. انگور و همچنین کشمش کاشمر دارای ارزش صادراتی است.

## پیشینه
کاشمر دارای پیشینه‌ای بیش از دو هزار سال است. این شهر نزدیک به ۳۵ نام در طی گذشت زمان به خود گرفته است که از نام‌های پرآوازه آن می‌توان به کشمر، ترسیس، ترشیز، سلطان‌آباد و کاشمر که نام کنونی آن است یاد کرد. کاشمر در چند هزار سال پیشینه خود به نام‌های گوناگونی خوانده شده است. بنای آن را به زمان گشتاسپ پسر لهراسپ پیوند داده‌اند. نام اصلی آن ترشیز است و جغرافی نویسان اسلامی به گونه طرثیث و ترشیش و… آن را یادداشت کرده‌اند. همچنین نام‌های پیشین این شهر پشت، بوشت و بست بوده است. پس از به‌چنگ آوردن خراسان بدست اعراب و تا زمانی‌که سلسله‌های ایرانی در خراسان برابر خلفای اموی برخاستند ترشیز در دو سه قرن نخستین اسلامی میان امرای طاهری و صفاری دست به دست می‌گشته و در نیمه نخست قرن چهارم از شهرهای تابعه نیشابور بوده است. در سال ۴۸۳ هنگامی‌که حسن صباح پیشوای نزاریان ایرانی در الموت استقرار یافت دستیار خود حسین قاینی را که از پیش حکومت قهستان و ترشیز را داشت به عنوان فراخوان دهنده به ترشیز فرستاد و وی در فراخوان مردم به نهضت نزاری حسن صباح کامیابی زیادی به دست آورد. تعداد زیاد قلعه‌های جنگی در سراسر قهستان که در نام‌های محلی به نام‌های قلعه دختر و قلعه ملاحده موسومند حکایت از این امر دارد. پیش از چیرگی مغول ترشیز بدست وزیر سلطان سنجر سلجوقی غارت و پس از آن در سال ۴–۶۵۳ توسط جلوداران سپاه هلاکوخان مغول ویران شد.

## زبان و گویش
بیشتر مردم شهرستان کاشمر به زبان فارسی و به گویش کاشمری سخن می‌گویند. همچنین در این شهرستان زبان بلوچی نیز رواج دارد.

## اماکن تاریخی، آثار باستانی و جهانگردی
گردشگری در کاشمر به‌همراه کشاورزی و صنعت بخش مهمی از اقتصاد در این شهر است به گونه‌ای که ۳٫۵ میلیون نفر در سال ۱۳۹۶ خورشیدی از این شهر و شهرستان آن بازدید کردند چنان‌که در سطح استان پس از مشهد رتبهٔ دوم و رتبهٔ چهارم در ایران از دیدگاه گردشگری مذهبی را ثبت کرده است. وجود جاذبه‌های گردشگری، تاریخی و فرهنگی، منطقهٔ کاشمر را تبدیل به یکی از قطب‌های گردشگری استان خراسان رضوی کرده و پیشینهٔ تاریخی آن نشان از تمدن کهنی دارد. وجود بافت سرسبز و آب‌وهوای مناسب یکی دیگر از فواید گردشگری در این شهر است.

### آثار ثبت‌شده
تا سال ۱۳۹۷ خورشیدی، بیست و شش اثر ملی در شهرستان کاشمر ثبت شده‌اند که در میزان استان خراسان رضوی که بالغ بر ۱۴۰۷ اثر تاریخی، بسیار ناچیز است.

## زمین‌لرزه‌ها
- زمین‌لرزه ۱۲۸۲ کاشمر[۲۳]
- زمین‌لرزه ۱۴۰۳ کاشمر[۲۴]